# Società Sportiva R.I.A.C. Fiamma Monza 1986-1987
Questa voce raccoglie le informazioni riguardanti la Società Sportiva R.I.A.C. Fiammamonza nelle competizioni ufficiali della stagione 1986-1987.

## Rosa
Rosa aggiornata alla fine della stagione.
| N. |                   | Ruolo | Calciatrice          |
| -- | ----------------- | ----- | -------------------- |
|    | Italia (bandiera) | C     | Cinzia Bertarini     |
| 9  | Italia (bandiera) | A     | Sabrina Bertini      |
| 10 | Italia (bandiera) | A     | Eleonora Brambilla   |
| 1  | Italia (bandiera) | P     | Rossana Cassani      |
| 4  | Italia (bandiera) | D     | Elena Castellani     |
| 5  | Italia (bandiera) | D     | Simona Consonni      |
|    | Italia (bandiera) | A     | Francesca De Maco    |
| 2  | Italia (bandiera) | D     | Esposito             |
|    | Italia (bandiera) | C     | Elisabetta Filippini |
|    | Italia (bandiera) | C     | Silvana Frigo        |
| 5  | Italia (bandiera) | C     | Anna Gesuele         |
|    | Italia (bandiera) |       | Govi                 |
| 8  | Italia (bandiera) | C     | Nazzarena Grilli     |

| N. |                      | Ruolo | Calciatrice         |
| -- | -------------------- | ----- | ------------------- |
| 4  | Italia (bandiera)    | C     | Paola Levrini       |
| 1  | Italia (bandiera)    | P     | Gabriella Marcelli  |
| 9  | Italia (bandiera)    | A     | Silvana Mazzoleni   |
| 3  | Italia (bandiera)    | C     | Fiorenza Minini     |
|    | Italia (bandiera)    | D     | Adonella Moscatelli |
| 11 | Rep. Ceca (bandiera) | C     | Jana Nováková       |
|    | Italia (bandiera)    | C     | Wilma Panzeri       |
| 7  | Italia (bandiera)    | A     | Paola Radice        |
|    | Italia (bandiera)    | A     | Giuseppina Salvi    |
|    | Italia (bandiera)    | D     | Rosella Sironi      |
| 3  | Italia (bandiera)    | D     | Claudia Timini      |
|    | Italia (bandiera)    | A     | Magdala Vitari      |
| 6  | Italia (bandiera)    | C     | Silvia Zirattu      |